# Keith Weller
Keith Weller (Londres, Inglaterra; 11 de junio de 1946 — Seattle, Washington, Estados Unidos; 13 de noviembre de 2004) fue un futbolista inglés que se desempeñó como centrocampista en clubes como el Chelsea FC y el Leicester City.

## Selección nacional
Fue internacional con la Selección de fútbol de Inglaterra en 4 ocasiones y marcó un gol. Debutó el 11 de mayo de 1974, en un encuentro del British Home Championship ante la selección de Gales que finalizó con marcador de 2-0 a favor de los ingleses.

## Clubes

### Profesional
| Club                     | País           | Año         |
| ------------------------ | -------------- | ----------- |
| Tottenham Hotspur        | Inglaterra     | 1964 - 1967 |
| Millwall                 | Inglaterra     | 1967 - 1970 |
| Chelsea                  | Inglaterra     | 1970 - 1971 |
| Leicester City           | Inglaterra     | 1971 - 1978 |
| New England Tea Men      | Estados Unidos | 1978 - 1980 |
| Fort Lauderdale Strikers | Estados Unidos | 1980 - 1983 |
| Tulsa Roughnecks         | Estados Unidos | 1983        |
| Fort Lauderdale Sun      | Estados Unidos | 1984        |

### Indoor
| Club                     | País           | Año         |
| ------------------------ | -------------- | ----------- |
| Fort Lauderdale Strikers | Estados Unidos | 1980 - 1981 |

## Palmarés

### Copas internacionales
| Título           | Club    | País       | Año     |
| ---------------- | ------- | ---------- | ------- |
| Recopa de Europa | Chelsea | Inglaterra | 1970-71 |